# フィジー航空
フィジー航空（フィジーこうくう、Air Fiji）はフィジーにかつて存在した航空会社。フィジー国内の島嶼間をむすぶ航空サービスを提供しており、一日に65便程度を運航していた。スバのナウソリ国際空港とナンディのナンディ国際空港をハブ空港としていたが、2009年5月1日に運航を休止している。

## 歴史
フィジー航空は1967年にエア・パシフィックとして設立されたが、1971年にフィジー・エアに改称され、その名称は1995年から使用されている。株式の55%をAviation Investmentsが保有し、11%をフィジー政府、34%をその他の株主が所有していた。従業員は2007年3月の時点で229人。

## かつての就航都市
国内定期便
- フィジー
  - スバ
  - ナンディ
  - シシア
  - ランバサ
  - ラカンバ
  - モアラ
  - ガウ島
  - カンダブ
  - コロ島
  - オヴァラウ島
  - ロツマ島
  - サブサブ
  - タベウニ島
  - バヌアンバラブ島

国内チャーター便
- フィジー
  - マロロライライ島
  - マナ島

国際定期便
- ツバル
  - フナフティ

## 保有機材

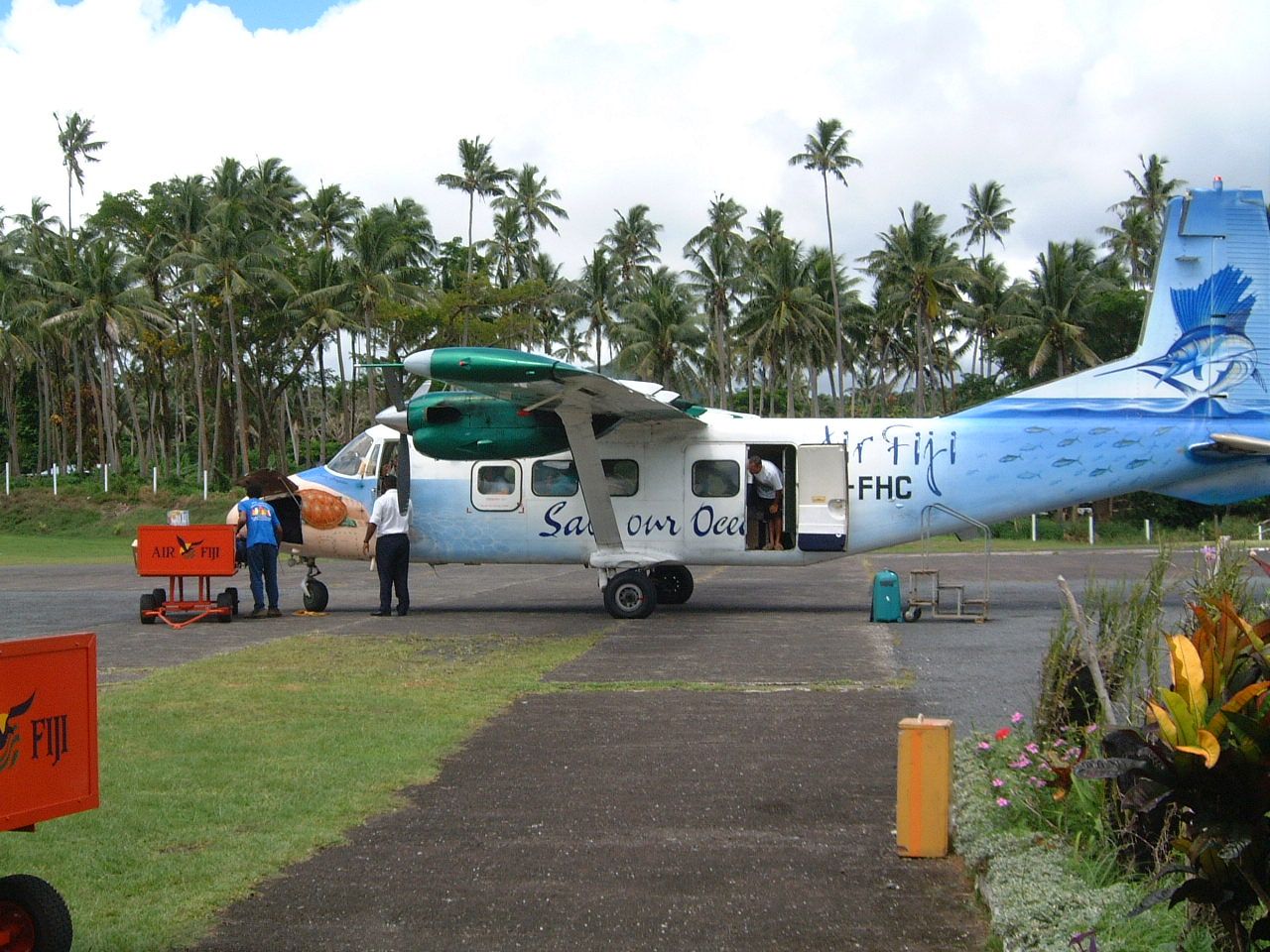
フィジー航空のY-12型機

2008年12月の時点での保有機材は以下の通り。
- ブリテン・ノーマン・アイランダー 1機
- ハルビン Y-12 2機
- エンブラエル EMB 110 2機